# Sebastian Hattop
Sebastian Hattop (* 28. Oktober 1973 in Ost-Berlin) ist ein deutscher Kameramann.

## Leben
Hattop ist der Sohn der Filmregisseurin Karola Hattop und des Kameramanns Hans Hattop. Als Jugendlicher spielte er die Hauptrolle in dem Film des Fernsehens der DDR „Jonny kommt“. Im Jahr 1994 begann er als Kameraassistent und Beleuchter zu arbeiten. Von 1996 bis 2002 studierte er an der Hochschule für Film und Fernsehen „Konrad Wolf“ in Potsdam-Babelsberg im Fachbereich Kamera und schloss als Diplomkameramann ab.

## Filmografie (Auswahl)

### Als Schauspieler
- 1987: ...und ich dachte, du magst mich
- 1988: Jonny kommt
- 1992: Sherlock Holmes und die sieben Zwerge: Ein geheimnisvolles Geschenk

### Als Kameramann
- 2002: Russlands Alptraum – Der Untergang der Kursk
- 2006: Unsere zehn Gebote (8 Serienepisoden)
- 2006: Endlich Samstag!
- 2007: Medizin im 21. Jahrhundert
- 2008: Schneller, höher, weiter? Sport im 21. Jahrhundert.
- 2008: Das Verschwinden der Zeit
- 2008: Te Deum – Himmel auf Erden (6 Serienepisoden)
- 2010: Heute war damals Zukunft
- 2013: Russland mein Schicksal
- 2013: Die Geschichte Mitteldeutschlands: Markus Wolf – Mielkes bester Mann
- 2013: 16 x Deutschland – Menschen – Orte – Geschichten: Sachsen
- 2014: Die Schneekönigin
- 2014: Krähenzeit
- 2016: The Equalizer
- 2017: Sternstunden der Musik: Maria Callas – Tosca 1964
- 2017: Prinz Max von Baden – Kanzler zwischen Monarchie und Republik
- 2018: Franz Fühmann – Rebell im Schatten
- 2018: 1648  – der lange Weg zum Frieden
- 2018: 37 Grad – hier ist noch lange nicht Schluss
- 2019: Terra X – Magellans Reise um die Erde
- 2019: Der Schah und der Ayatollah
- 2019: Schattenkind
- 2020: Karneval der Tiere – ein Musikstück erzählt
- 2020: Sternstunden der Musik – Martha Argerich
- 2021: Rosenstolz – Liebe ist alles
- 2021: Die Stimme der Vögel – der Komponist und Ornithologe Olivier Messiaen
- 2021: Der General und der Elektriker – Machtkampf in Polen
- 2022–2023 Auswandern nach Amerika – Fluch oder Segen?
- 2023 Henriette und Guido – eine ungewöhnliche Liebesgeschichte
- 2023: Wie Tina Turner nach Niedertrebra kam – Amateurbands in der DDR
- 2024: Richard Strauss im Zwielicht – Der Komponist und das ‘Dritte Reich’
- 2024: Sternstunden der Musik – Angela Gheorghiu singt La Traviata